# Paxico
Paxico è un comune degli Stati Uniti d'America, situato nello Stato del Kansas, nella Contea di Wabaunsee.